# Station Great Chesterford
Great Chesterford is een spoorwegstation van National Rail in Great Chesterford, Uttlesford in Engeland. Het station is eigendom van Network Rail en wordt beheerd door Greater Anglia. 